# 183 TCN
Năm 183 TCN là một năm trong lịch Julius. 